# Dick Duff
Terrance Richard "Dick" Duff, född 18 februari 1936, är en kanadensisk före detta professionell ishockeyforward och ishockeytränare. Han tillbringade 18 säsonger i den nordamerikanska ishockeyligan National Hockey League (NHL), där han spelade för ishockeyorganisationerna Toronto Maple Leafs, New York Rangers, Montreal Canadiens, Los Angeles Kings och Buffalo Sabres. Han producerade 572 poäng (283 mål och 289 assists) samt drog på sig 743 utvisningsminuter på 1 030 grundspelsmatcher. Han spelade också för Toronto St. Michael's Majors i Ontario Hockey Association (OHA).
Duff vann sex Stanley Cup-titlar, två med Toronto Maple Leafs (1961–1962 och 1962–1963) och fyra med Montreal Canadiens (1964–1965, 1965–1966, 1967–1968 och 1968–1969).
Han blev invald i Hockey Hall of Fame 2006.
Efter karriären arbetade Duff bland annat för Toronto Maple Leafs och var bland annat talangscout, assisterande tränare och tränare.

## Statistik
| 1952–1953  | Toronto St. Michael's Majors | OHA        | 16   | 3   | 2   | 5   | 2   | 16  | 6  | 9  | 15 | 15 |
| 1953–1954  | Toronto St. Michael's Majors | OHA        | 59   | 35  | 40  | 75  | 120 | 8   | 2  | 3  | 5  | 23 |
| 1954–1955  | Toronto Maple Leafs          | NHL        | 3    | 0   | 0   | 0   | 2   | —   | —  | —  | —  | —  |
|            | Toronto St. Michael's Majors | OHA        | 47   | 33  | 20  | 53  | 113 | 5   | 5  | 2  | 7  | 22 |
| 1955–1956  | Toronto Maple Leafs          | NHL        | 69   | 18  | 19  | 37  | 74  | 5   | 1  | 4  | 5  | 2  |
| 1956–1957  | Toronto Maple Leafs          | NHL        | 70   | 26  | 14  | 40  | 50  | —   | —  | —  | —  | —  |
| 1957–1958  | Toronto Maple Leafs          | NHL        | 65   | 26  | 23  | 49  | 79  | —   | —  | —  | —  | —  |
| 1958–1959  | Toronto Maple Leafs          | NHL        | 69   | 29  | 24  | 53  | 73  | 12  | 4  | 3  | 7  | 8  |
| 1959–1960  | Toronto Maple Leafs          | NHL        | 67   | 19  | 22  | 41  | 51  | 10  | 2  | 4  | 6  | 6  |
| 1960–1961  | Toronto Maple Leafs          | NHL        | 67   | 16  | 17  | 33  | 54  | 5   | 0  | 1  | 1  | 2  |
| 1961–1962  | Toronto Maple Leafs          | NHL        | 51   | 17  | 20  | 37  | 37  | 12  | 3  | 10 | 13 | 20 |
| 1962–1963  | Toronto Maple Leafs          | NHL        | 69   | 16  | 19  | 35  | 56  | 10  | 4  | 1  | 5  | 2  |
| 1963–1964  | Toronto Maple Leafs          | NHL        | 52   | 7   | 10  | 17  | 59  | —   | —  | —  | —  | —  |
|            | New York Rangers             | NHL        | 14   | 4   | 4   | 8   | 2   | —   | —  | —  | —  | —  |
| 1964–1965  | New York Rangers             | NHL        | 29   | 3   | 9   | 12  | 20  | —   | —  | —  | —  | —  |
|            | Montreal Canadiens           | NHL        | 40   | 9   | 7   | 16  | 16  | 13  | 3  | 6  | 9  | 17 |
| 1965–1966  | Montreal Canadiens           | NHL        | 63   | 21  | 24  | 45  | 78  | 10  | 2  | 5  | 7  | 2  |
| 1966–1967  | Montreal Canadiens           | NHL        | 51   | 12  | 11  | 23  | 23  | 10  | 2  | 3  | 5  | 4  |
| 1967–1968  | Montreal Canadiens           | NHL        | 66   | 25  | 21  | 46  | 21  | 13  | 3  | 4  | 7  | 4  |
| 1968–1969  | Montreal Canadiens           | NHL        | 68   | 19  | 21  | 40  | 24  | 14  | 6  | 8  | 14 | 11 |
| 1969–1970  | Montreal Canadiens           | NHL        | 17   | 1   | 1   | 2   | 4   | —   | —  | —  | —  | —  |
|            | Los Angeles Kings            | NHL        | 32   | 5   | 8   | 13  | 8   | —   | —  | —  | —  | —  |
| 1970–1971  | Los Angeles Kings            | NHL        | 7    | 1   | 0   | 1   | 0   | —   | —  | —  | —  | —  |
|            | Buffalo Sabres               | NHL        | 53   | 7   | 13  | 20  | 12  | —   | —  | —  | —  | —  |
| 1971–1972  | Buffalo Sabres               | NHL        | 8    | 2   | 2   | 4   | 0   | —   | —  | —  | —  | —  |
| NHL totalt | NHL totalt                   | NHL totalt | 1030 | 283 | 289 | 572 | 743 | 114 | 30 | 49 | 79 | 78 |
| OHA totalt | OHA totalt                   | OHA totalt | 122  | 71  | 62  | 133 | 235 | 29  | 13 | 14 | 27 | 60 |